# La Mojarra

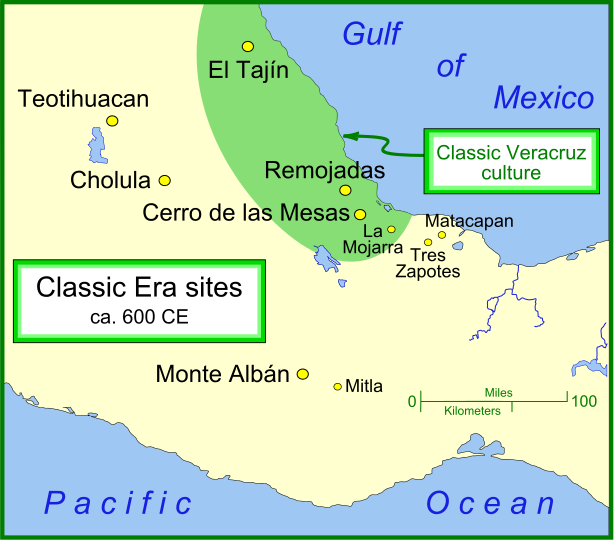
La Mojarra na tle innych ośrodków okresu klasycznego

La Mojarra – stanowisko archeologiczne położone w stanie Veracruz na zachodzie Meksyku, będące jednym z ośrodków kultury epi-olmeckiej.
Znajduje się w zakolu rzeki Acula ok. 20 km od Zatoki Meksykańskiej i ok. 40 km od na północny zachód od Tres Zapotes. Obszar ten był zamieszkiwany od późnego okresu preklasycznego, czyli od 300 r. p.n.e. do prawdopodobnie ok. 1000 r. n.e. Chociaż zajmował obszar zaledwie 1 km² to był typowym mezoamerykańskim ośrodkiem, jakie wówczas powstawały. W czasie prac archeologicznych odkryto kilka małych kopców ziemnych, które otaczały nieduży plac, a także trzy piece, w których wypalano ceramikę. Ponadto odnaleziono figurki, obsydianowe narzędzia oraz ludzkie kości.
Najważniejszym znaleziskiem było odkrycie w 1986 roku tzw. Steli 1 z La Mojarra pokrytej epi-olmecką inskrypcją, a zarazem jeden z najstarszych znanych przykładów użycia pisma na obszarze Mezoameryki. 